# Takeouts
Takeouts é um EP do guitarrista virtuoso estadunidense Eric Johnson lançado em 2022 pelo selo Vortexan Music/Blue Élan Records. O álbum é acessado via QR code ao se adquirir conjuntamente os álbuns Yesterday Meets Today e The Book of Making, que foram lançados simultaneamente, ambos no dia 29 de Julho de 2022.
O EP é composto por sete faixas, sendo cinco músicas inéditas e mais duas versões alternativas de músicas lançadas anteriormente.

## Faixas
Todas as faixas compostas por Eric Johnson.
| N.º | Título                                            | Duração |  |
| 1.  | "Good To Me (Original Version)"                   | 4:06    |  |
| 2.  | "The Goodbye Pain"                                | 3:20    |  |
| 3.  | "Hoedown"                                         | 2:58    |  |
| 4.  | "Jewel"                                           | 4:25    |  |
| 5.  | "Sitting on Top of the World (Alternate Version)" | 3:54    |  |
| 6.  | "High Steps"                                      | 5:27    |  |
| 7.  | "Jam Reprise"                                     | 3:14    |  |